# Rima Ariadaeus
La rima Ariadaeus és una rima i graben de la Lluna. Porta el nom del cràter Ariadaeus, que marca el seu extrem oriental. El seu nom procedeix del rei macedoni Filip III Arrideu.
Travessa bona part del terreny accidentat que hi ha entre la Mare Tranquillitatis a l'est, i la confluència de la Mare Vaporum i el Sinus Medii a l'oest.

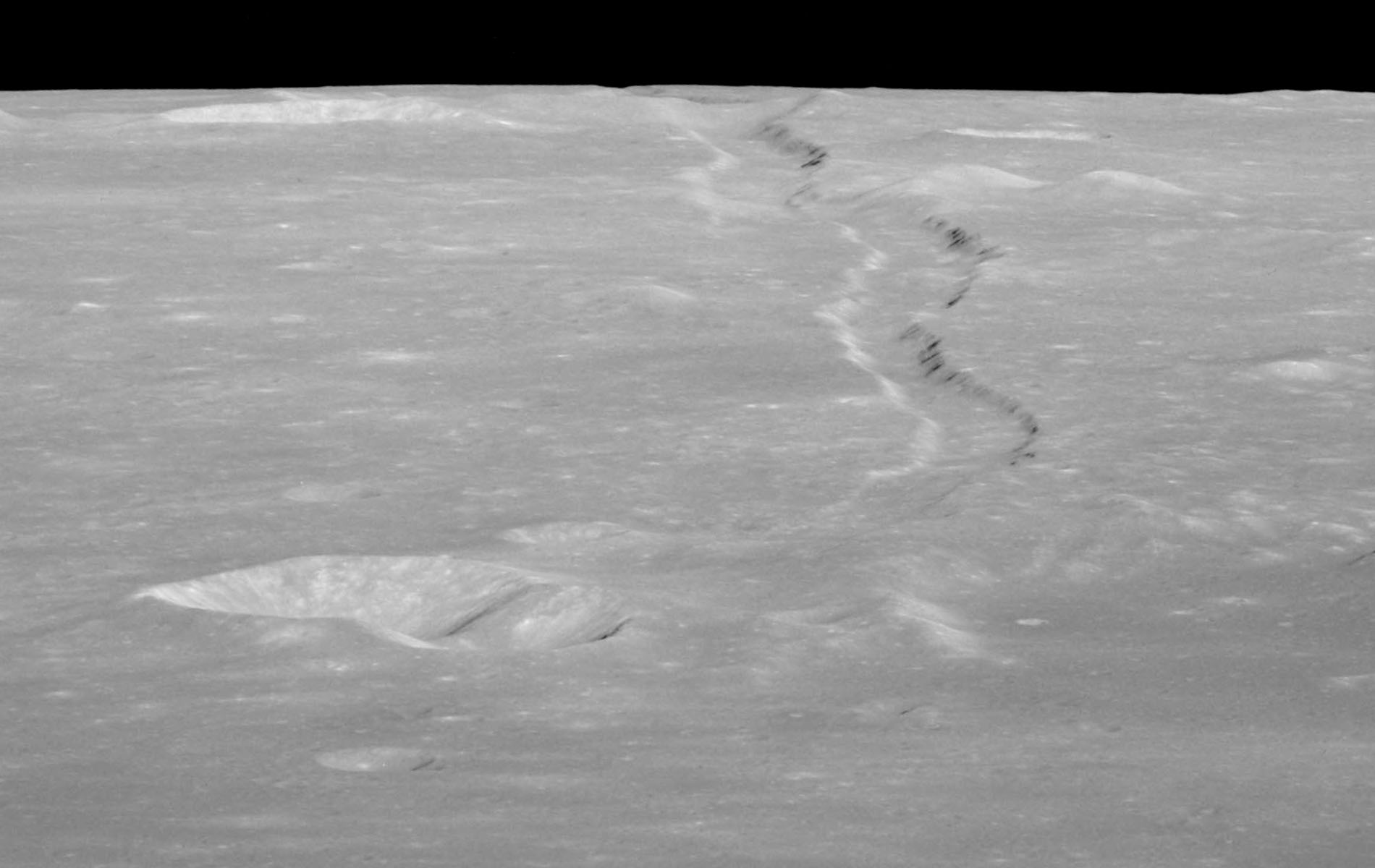
Vista del cràter i rima Ariadaeus des de l'Apol·lo 10.

Té 220 km de llarg, 4.500 m d'amplària i uns 500 m de profunditat, hom creu que és una fossa tectònica, és a dir, una depressió limitada en tots dos costats per falles paral·leles aixecades, entre les quals el terreny s'hauria enfonsat per efecte de forces internes. Prop del seu extrem oest enllaça amb la rima Hyginus.
La rima va ser descoberta el 1792 per l'astrònom alemany Johann Hieronymus Schröter.